# Dobrovăț
Dobrovăț è un comune della Romania di 2 499 abitanti, ubicato nel distretto di Iași, nella regione storica della Moldavia.
Nel territorio di Dobrovăț è ubicato il monastero omonimo (nell'immagine), fatto costruire da Ștefan cel Mare tra il 1502 ed il 1503.